# بيير فينتر
بيير فينتر (بالفرنسية: Pierre Winter)‏ هو طبيب فرنسي، ولد في 29 يونيو 1891 في أنيار سور سين في فرنسا، وتوفي في 29 يونيو 1952 في بولون-بيانكور في فرنسا.